# Sierra del Tremedal
Sierra del Tremedal är en bergskedja i Spanien.   Den ligger i provinsen Provincia de Teruel och regionen Aragonien, i den centrala delen av landet, 170 km öster om huvudstaden Madrid.